# Krausz Mayer
Megyeri Krausz Mayer (Cikó, 1809. – Budapest, 1894. február 14.) zsidó származású magyar kereskedő, nagyiparos.

## Élete

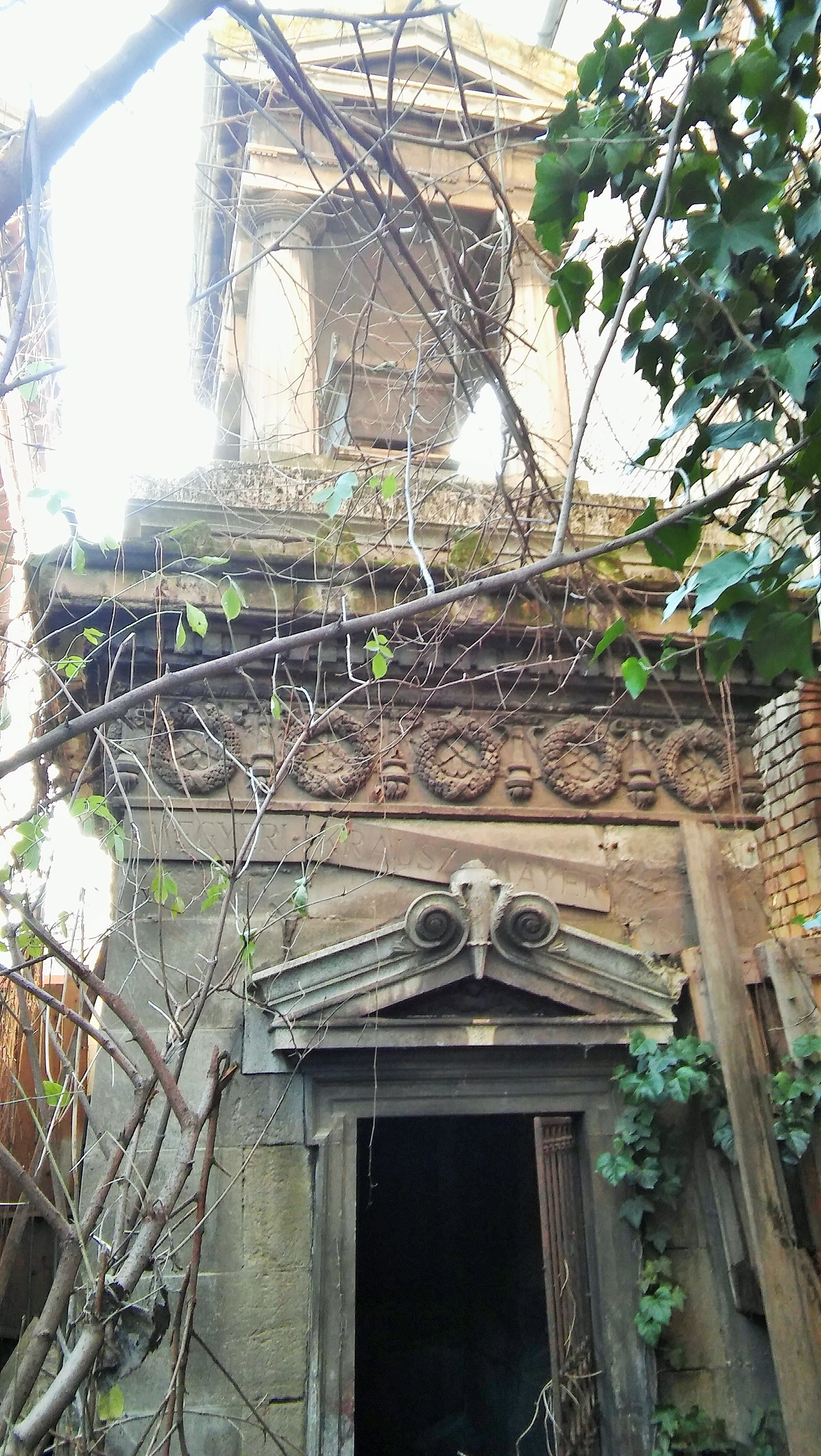
Mauzóleuma a Salgótarjáni utcai zsidó temetőben

A Bonyhád melletti, német többségű Cikóról származó Krausz iskoláinak befejezése után bonyhádi kereskedő lett. Feltehetően vidéki kereskedőként került kapcsolatba az akkoriban Újpesten és Pesten működő, nagykereskedéssel foglalkozó izraelita Löwy és Pollack családokkal.
1838-ban a Pollack Leo és fia terménykereskedő cégéhez állt be legénynek és ebben az évben vette el feleségül az Újpestet alapító, bőrgyáros Löwy család lányát, Löwy Amáliát. A pesti nagykereskedők közé bekerült Krausz 1841-ben már pesti lakossá kérvényezte magát, amelyhez vagyona meglétét a nagy értékű cserzőanyag-készlete bizonyította.
1846-ban Regina lánya, 1854-ben Izidor fia születésénél a foglalkozását borkereskedésben jelölte meg, később 1856-ban Róza lánya anyakönyvi bejegyzésében terménykereskedőt tüntettek fel.
A Pesti Nagykereskedők Testületének lapjain csak 1862-től jegyezték, mint terménykereskedő, majd a következő években, mint pálinka, likőr és ecetgyártó szerepel az évkönyvekben. A későbbi vállalkozásai is elsősorban élelmiszeriparban és kereskedelemben voltak érdekeltek.
Krausz az első önálló cégét, a szesz- és terménykereskedelemmel foglalkozó Mayer Krausz céget 1864-ben jegyezte be. 1867-ben társként maga mellé vette Lajos nevű, legidősebb fiát, így a cég neve Krausz Mayer és fia lett. A Schődel Ferenc alapította, 1853-tól működő, ám rövidesen tönkrement józsefvárosi gyár megvásárlásával alapította első szeszgyárát 1870-ben, Szesz és élesztő gyár Krausz Mayer néven.
A szeszgyártásból felhalmozott tőkével a malomipar felé fordult, 1880-ban építette meg a Gizella gőzmalmot, ekkor vált a vállalkozás társtulajdonosává a fiatalabb fia, Izidor. Mintegy tíz évig maradt fent a családi vállalkozás, 1889-ben Izidor kilépett és a szeszipari érdekeltségeket vitte tovább, a már nyolcvanéves Krausz, Lajos fiával a terménykereskedelmet és a malomipart folytatta.

## Halála, mauzóleuma
Krausz Mayer 1894-ben hunyt el 85 éves korában Budapesten. A Salgótarjáni utcai zsidó temetőben helyezték nyugalomra. Nagy méretű mauzóleumát a kor neves építésze, Kauser József tervezte jóval Krausz halála előtt, 1876 körül. A kivitelezés a Seenger-műhelyben történt. Sírfelirata a következő:
„Tiszta jellem, nyílt szív, széles látókör, erős akarat s víg kedély vezérelték egy hosszú, munkás életen át. Mint kereskedő és nagyiparos törhetetlen buzgalmával, vállalkozó szellemével és becsületességével, mint férfiú, nemes egyszerűségével példát szolgáltatott a fiatal nemzedéknek. Mint családfő, gyermekeiben találta élte boldogságát, ők vesziték benne legerősebb támaszukat. Tisztelet és áldás emlékének.”
A mauzóleumba temették később fiát, Krausz Lajost is. A síremlék napjaiban rendkívül romos állapotban van.

## Családja
Házastársa Lőwy Amália.
Gyermekei
- Krausz Ida (1842–?), férjezett maróthi Fürst Jakab (1837–1900) nagykereskedő.
- Krausz Anna (kb. 1842–1907). Férje domonyi Brüll Miksa (1836–1890) németalföldi konzul, királyi tanácsos.[7]
- Krausz Lajos (1843–1905) nagybirtokos, gyáros. Felesége Dalnoky Gizella.
- Krausz Regina (1846–?)
- Krausz Paula (kb. 1851–1897), férjezett petneházi Petényi Vendelné.
- Krausz Teréz (1853–1920). Első férje Keleti Gyula ügyvéd, második férje Basch Gyula (1851–1928) festő.
- Krausz Izidor (1854–?), dr. Felesége Wahrmann Renée, Wahrmann Mór lánya.
- Krausz Róza (1856–1932), férjezett gelsei és beliscsei báró Guttmann Vilmosné